# Triumph TR6
Triumph TR6 (1969 – 1976) byl britský sportovní automobil a jednalo se do té doby o nejúspěšnější sportovní vůz Triumphu. Celkem bylo vyrobeno 94 000 kusů, z nichž 90 % bylo v provedení pro Severní Ameriku.

## Historie
Předchozí model TR5/250 byl pro Triumph velkým zklamáním, neboť nebyl přijat kladně ve Spojených státech, pro které byl určen především. I když byl oproti TR4 poháněn šestiválcem, nebyl v karburátorové verzi pro USA ani výkonnější, ani rychlejší a karosérie zůstala prakticky beze změn.
Vedení Triumphu tedy rozhodlo o radikálnější změně tvarů karosérie. Dvorní návrhář Triumphu – Giovanni Michelotti, který konstruoval i karosérii modelů TR4/5/250, byl tou dobou zaměstnán jinými projekty, takže bylo rozhodnuto hledat jinde. Nakonec byla vybrána německá karosářská firma Karmann, proslulá svými variacemi na téma VW Brouk. Zadání znělo jasně – maximálně změnit vzhled, ale zachovat strukturu vozidla. Kromě podvozku a motoru měly zůstat zachovány oblouky kol, podlaha, čelní stěna kabiny, přední sklo, dveře, podlahy i vnitřní panely.
U Karmanna se obtížného úkolu zhostili na jedničku a v neuvěřitelně krátké době změnili karosérii k nepoznání v podstatě především změnou čela a zádi. Přední maska byla zvýšena, takže přibylo místa v motorovém prostoru a mohla být odstraněna boule na kapotě ukrývající karburátory. Kvůli širším kolům byly rozšířeny blatníky, byl zlepšen mechanismus stahovací střechy a změněna sedadla. Dále vůz dostal novou seseknutou záď kammova typu, jejímž vedlejším efektem bylo více prostoru na zavazadla. Podvozek i motor TR6 zůstaly až na drobné změny shodné s předchozím modelem TR5. Karmannovi se tak moderně vyhlížející karosérií podařilo umně maskovat lehce zastarávající mechanické části zděděné z předchozích modelů.
Stejně jako její předchůdce TR5, byla TR6 vyráběna ve dvou verzích – kvůli plnění emisních limitů přiškrcený model pro USA vybavený řadovým šestiválcem o objemu 2,5 l (104k) se dvěma karburátory Zenith-Stromberg a sportovnější verze pro Evropu, jejíž motor 2,5 l (125 až 152k) byl vybaven mechanickým vstřikováním Lucas.
Na rozdíl od svého tehdejšího největšího konkurenta na poli šestiválcových sportovních roadsterů – MGC koketujícím se samonosnou karosérií, zůstal Triumph věrný osvědčené konstrukci s žebřinovým rámem a na něm posazené karosérii. To se nakonec ukázalo jako vcelku šťastné rozhodnutí, neboť MGC byl díky svým kritizovaným špatným jízdním vlastnostem v roce 1969 vyřazen z výroby a nechal tak TR6 na trhu prakticky bez konkurence.
Za celou dobu výroby nedošlo k výraznějším modifikacím. Pouze v roce 1971 dostal Triumph TR6 silnější převodovku z modelu Stag a v roce 1974 nevzhledné gumové bačkory na nárazníky, aby vyhověl americké bezpečnostní legislativě.
V červenci 1976 byl po sedmi letech Triumph TR6 stažen z výroby a stal se nejdéle produkovaným modelem řady TR. Vyrobeno jich bylo 77 938 v americké verzi s karburátory a 13 912 v evropské se vstřikováním. Dodnes se zachovalo zhruba 6 tisíc karburátorových modelů a 4 tisíce se vstřikováním.

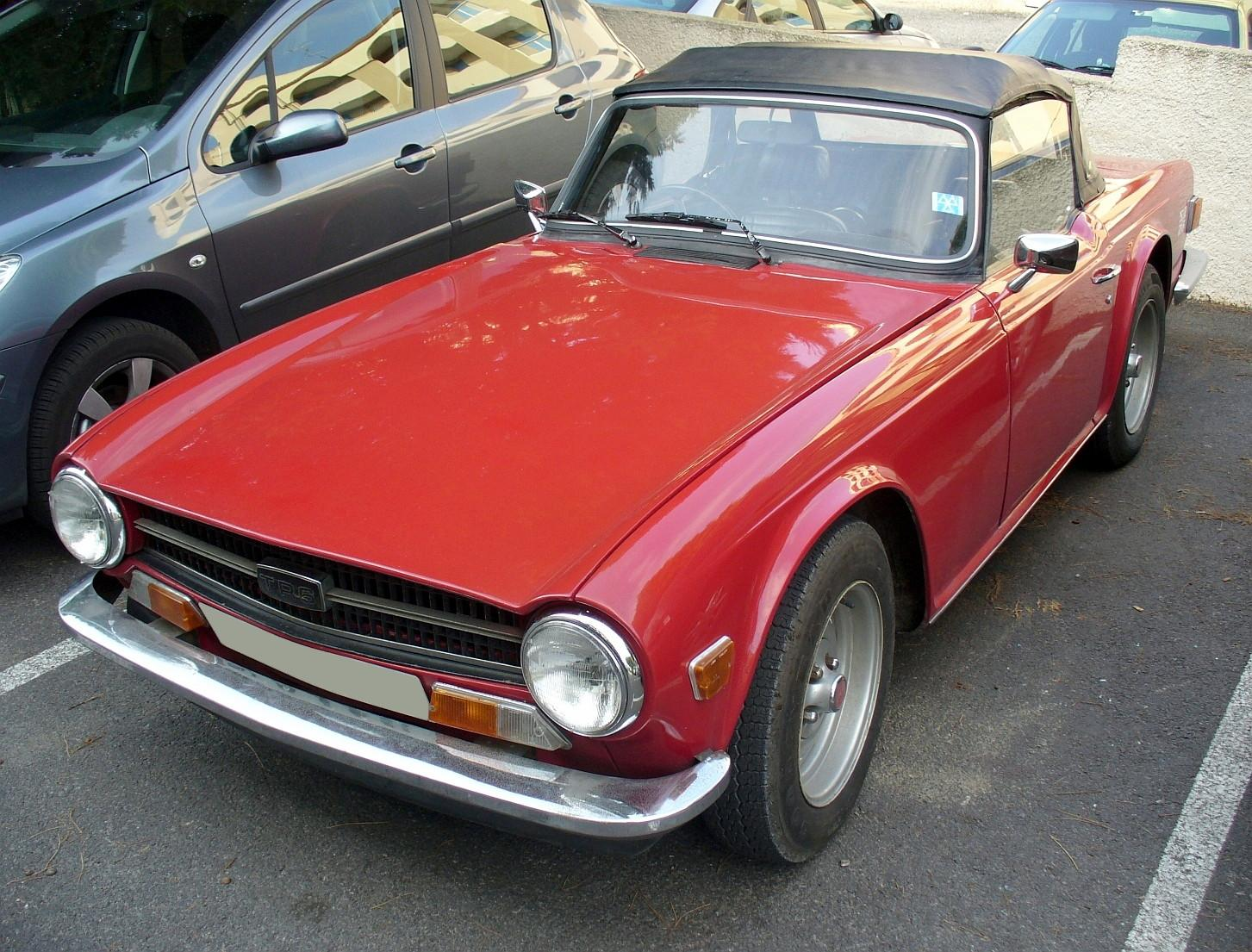
Triumph TR6
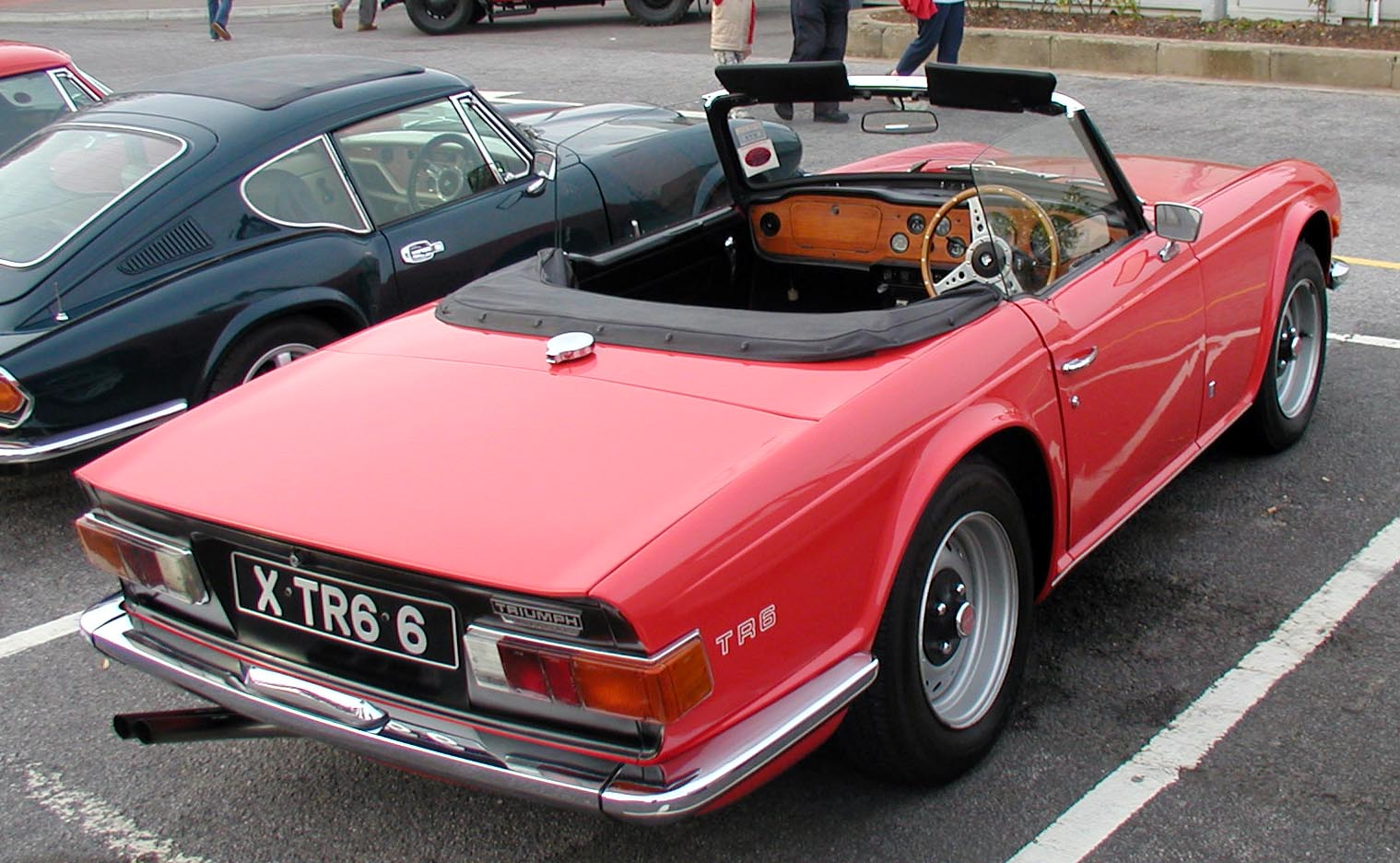
Triumph TR6 z roku 1972